# Miomòpters
Els miomòpters (Miomoptera) son un ordre d'insectes endopterigots extint. Malgrat que es considera l'avantpassat comú de tots els insectes holometàbols, pel fet que no es coneix una transició suau entre Miomoptera i altres ordres d'insectes holometàbols es considera que forma un ordre separat.
Els Miomoptera són insectes molt menuts, amb una mandíbula mastegadora. Tenien quatre ales de la mateixa mida, amb la venació alar relativament simple.
La morfologia dels adults suggereix que vivien en hàbitats oberts. S'alimentaven de pol·len i pinyes de gimnospermes; sembla que les larves també s'alimentaven de pol·len.

## Famílies i gèneres
Segons Tree of Life:
- Metropatoridae
  - Metropator
- Archaemiopteridae
  - Archaemioptera
  - Eodelopterum
  - Saaromioptera
  - Tychtodelopterum
- Palaeomanteidae
  - Palaeomantis
  - Delopterum
  - Miomatoneura
  - Miomatoneurella
  - Permodelopterum
  - Perunopterum
- Permosialidae Martynov, 1928
  - Permonka Riek, 1973
  - Sarbalopterodes Storozhenko, 1991
  - Permosialis Martynov, 1928